# Kill the Moonlight
Kill the Moonlight è il quarto album in studio del gruppo indie rock statunitense Spoon, pubblicato nel 2002.

## Tracce
Testi e musiche di Britt Daniel eccetto dove indicato.
1. Small Stakes – 3:00
2. The Way We Get By – 2:38
3. Something to Look Forward To (Daniel, Miles Zuniga) – 2:17
4. Stay Don't Go – 3:35
5. Jonathon Fisk – 3:15
6. Paper Tiger – 3:07
7. Someone Something – 2:48
8. Don't Let It Get You Down (Daniel, Mel Larson, Jerry Marcellino, Deke Richards) – 3:29
9. All the Pretty Girls Go to the City – 3:12
10. You Gotta Feel It – 1:29
11. Back to the Life – 2:21
12. Vittorio E. – 3:39

## Formazione
- Britt Daniel - voce, chitarra
- Joshua Zarbo – basso
- Jim Eno - batteria